# ماجدالينا جاسيك
ماجدالينا جاسيك (مواليد 1993 ، في وارسو ، بولندا) هي عارضة أزياء بولندية، ظهرت على غلاف مجلة هاربر بازار بولندا في شهر يونيو 2018.